# National Football League 2002
La stagione NFL 2002 fu la 83ª stagione sportiva della National Football League, la massima lega professionistica statunitense di football americano. La finale del campionato, il Super Bowl XXXVII, si disputò il 26 gennaio 2003 al Qualcomm Stadium di San Diego, in California e si concluse con la vittoria dei Tampa Bay Buccaneers sugli Oakland Raiders per 48 a 21. La stagione iniziò il 5 settembre 2002 e si concluse con il Pro Bowl 2003 che si tenne il 2 febbraio 2003 a Honolulu.

## La riorganizzazione
La stagione 2002 segnò la riorganizzazione della NFL, le cui squadre diventarono 32 con l'aggiunta degli Houston Texans e vennero ridistribuite in 8 Division da 4 squadre ciascuna a loro volta raggruppate in due Conference. Le Division vennero formate su base principalmente geografica, cercando però di mantenere alcune tra le principali rivalità storiche formatesi con la vecchia organizzazione.
Le modifiche principali furono le seguenti:
- Gli Arizona Cardinals furono spostati dalla NFC East alla NFC West.
- Gli Houston Texans, gli Indianapolis Colts, i Jacksonville Jaguars e i Tennessee Titans formarono la nuova Division AFC South.
- Gli Atlanta Falcons, i Carolina Panthers, i New Orleans Saints e i Tampa Bay Buccaneers formarono la nuova Division NFC South.
- I Seattle Seahawks furono l'unica squadra a cambiare Conference, passando dalla AFC West alla NFC West.
- Le Division AFC Central e NFC Central vennero rinominate rispettivamente AFC North e NFC North.

Inoltre l'organizzazione della stagione a 32 squadre permise di stilare un calendario di 17 giornate in cui suddividere 16 partite per squadra con una giornata di riposo per ogni squadra tra la 3ª e la 9º secondo un sistema di incontri tra Division a rotazione.
Venne anche modificata l'organizzazione dei play-off qualificando le 4 squadre vincenti di ogni Division più le 2 migliori classificate di ogni Conference con un seed da 1 a 6 in base al risultato ottenuto nella stagione regolare.

## Modifiche alle regole
- Venne stabilito che un giocatore che tocchi il pilone che segnala l'angolo della end zone dovesse essere considerato ancora in campo finché una parte del corpo qualsiasi tocchi il terreno fuori dal campo.
- Venne deciso che i falli effettuati sulla continuazione del gioco fossero definiti "falli a palla morta" (dead-ball fouls) e venissero sanzionati da perdita di terreno e di down.
- Venne deciso che qualsiasi fallo a palla morta sanzionato contro l'attacco, una volta che questo avesse superato la linea della conquista del primo down, risultasse in una perdita di 15 iarde ed il mantenimento del primo down. In precedenza la perdita di terreno veniva accompagnata alla ripetizione del down.
- Venne dichiarata legale l'azione di tentare di strappare o colpire la palla nelle mani di un avversario.
- Vennero dichiarati illegali i chop block durante le azioni di calcio.
- Venne dichiarato illegale il colpo casco contro casco dato ad un quarterback dopo un cambio di possesso di palla.
- Venne deciso che dopo un kickoff, il cronometro parta dopo che la palla sia stata toccata legalmente da un giocatore in campo. In precedenza il cronometro veniva fatto partire al momento del calcio.
- Venne deciso che, negli ultimi due minuti del secondo quarto e della partita, il cronometro non dovesse essere fermato nel caso di placcaggio dietro la linea di scrimmage del giocatore che ha ricevuto lo snap (tipicamente nel caso di un sack).

Inoltre con l'introduzione del primo stadio della NFL con tetto retrattile, il Reliant Stadium, vennero varate le seguenti regole:
- La squadra di casa deve comunicare se lo stadio sarà coperto almeno 90 minuti prima dell'inizio del gioco.
- Se la partita inizia con lo stadio coperto, dovrà essere disputata tutta con lo stadio coperto.
- Se la partita inizia con lo stadio scoperto, dovrà essere disputata tutta con lo stadio scoperto, a meno di gravi motivi di carattere meteorologico.

## Stagione regolare
La stagione regolare ebbe inizio il 4 settembre e terminò il 28 dicembre 2003, si svolse in 17 giornate durante le quali ogni squadra disputò 16 partite secondo le regole del calendario della NFL.
Gli accoppiamenti Intraconference e Interconference tra Division furono i seguenti
| Intraconference                                                                                                 | Interconference                                                                                                 |
| --- | --- |
| - AFC East contro AFC South - AFC North contro AFC West - NFC East contro NFC South - NFC North contro NFC West | - AFC East contro NFC East - AFC North contro NFC West - AFC South contro NFC South - AFC West contro NFC North |

### Risultati della stagione regolare
- V = Vittorie, S = Sconfitte, P = Pareggi, PCT = Percentuale di vittorie, PF = Punti Fatti, PS = Punti Subiti
- La qualificazione ai play-off è indicata in verde (tra parentesi il seed)

| AFC East             |   |   |   |     |     |     |
| Squadra              | V | S | P | PCT | PF  | PS  |
| (4) New York Jets    | 9 | 7 | 0 | 563 | 359 | 336 |
| New England Patriots | 9 | 7 | 0 | 563 | 381 | 346 |
| Miami Dolphins       | 9 | 7 | 0 | 563 | 378 | 301 |
| Buffalo Bills        | 8 | 8 | 0 | 500 | 379 | 397 |

| NFC East                |    |    |   |     |     |     |
| Squadra                 | V  | S  | P | PCT | PF  | PS  |
| (1) Philadelphia Eagles | 12 | 4  | 0 | 750 | 415 | 241 |
| (5) New York Giants     | 10 | 6  | 0 | 625 | 320 | 279 |
| Washington Redskins     | 7  | 9  | 0 | 438 | 307 | 365 |
| Dallas Cowboys          | 5  | 11 | 0 | 313 | 217 | 329 |

| AFC North               |    |    |   |     |     |     |
| Squadra                 | V  | S  | P | PCT | PF  | PS  |
| (3) Pittsburgh Steelers | 10 | 5  | 1 | 656 | 390 | 345 |
| (6) Cleveland Browns    | 9  | 7  | 0 | 563 | 344 | 320 |
| Baltimore Ravens        | 7  | 9  | 0 | 438 | 316 | 354 |
| Cincinnati Bengals      | 2  | 14 | 0 | 125 | 279 | 456 |

| NFC North             |    |    |   |     |     |     |
| Squadra               | V  | S  | P | PCT | PF  | PS  |
| (3) Green Bay Packers | 12 | 4  | 0 | 750 | 398 | 328 |
| Minnesota Vikings     | 6  | 10 | 0 | 375 | 390 | 442 |
| Chicago Bears         | 4  | 12 | 0 | 250 | 281 | 379 |
| Detroit Lions         | 3  | 13 | 0 | 188 | 306 | 451 |

| AFC South              |    |    |   |     |     |     |
| Squadra                | V  | S  | P | PCT | PF  | PS  |
| (2) Tennessee Titans   | 11 | 5  | 0 | 688 | 367 | 324 |
| (5) Indianapolis Colts | 10 | 6  | 0 | 625 | 349 | 313 |
| Jacksonville Jaguars   | 6  | 10 | 0 | 375 | 328 | 315 |
| Houston Texans         | 4  | 12 | 0 | 250 | 213 | 356 |

| NFC South                |    |   |   |     |     |     |
| Squadra                  | V  | S | P | PCT | PF  | PS  |
| (2) Tampa Bay Buccaneers | 12 | 4 | 0 | 750 | 346 | 196 |
| (6) Atlanta Falcons      | 9  | 6 | 1 | 594 | 402 | 314 |
| New Orleans Saints       | 9  | 7 | 0 | 563 | 432 | 388 |
| Carolina Panthers        | 7  | 9 | 0 | 438 | 258 | 302 |

| AFC West            |    |   |   |     |     |     |
| Squadra             | V  | S | P | PCT | PF  | PS  |
| (1) Oakland Raiders | 11 | 5 | 0 | 688 | 450 | 304 |
| Denver Broncos      | 9  | 7 | 0 | 563 | 392 | 344 |
| San Diego Chargers  | 8  | 8 | 0 | 500 | 333 | 367 |
| Kansas City Chiefs  | 8  | 8 | 0 | 500 | 467 | 399 |

| NFC West                |    |    |   |     |     |     |
| Squadra                 | V  | S  | P | PCT | PF  | PS  |
| (4) San Francisco 49ers | 10 | 6  | 0 | 625 | 367 | 351 |
| Saint Louis Rams        | 7  | 9  | 0 | 438 | 316 | 369 |
| Seattle Seahawks        | 7  | 9  | 0 | 438 | 355 | 369 |
| Arizona Cardinals       | 5  | 11 | 0 | 313 | 262 | 417 |

## Play-off
I play-off iniziarono con il Wild Card Weekend il 4 e 5 gennaio 2003. I Divisional Playoff si giocarono il 11 e 12 gennaio e i Conference Championship Game il 19 gennaio. Il Super Bowl XXXVII si giocò il 26 gennaio nel Qualcomm Stadium di San Diego.

### Seeding
| Seed | American Football Conference              | National Football Conference               |
| ---- | ----------------------------------------- | ------------------------------------------ |
| 1    | Oakland Raiders (vincitori AFC West)      | Philadelphia Eagles (vincitori NFC East)   |
| 2    | Tennessee Titans (vincitori AFC South)    | Tampa Bay Buccaneers (vincitori NFC South) |
| 3    | Pittsburgh Steelers (vincitori AFC North) | Green Bay Packers (vincitori NFC North)    |
| 4    | New York Jets (vincitori AFC East)        | San Francisco 49ers (vincitori NFC West)   |
| 5    | Indianapolis Colts                        | New York Giants                            |
| 6    | Cleveland Browns                          | Atlanta Falcons                            |

### Incontri
| Wild Card Game | Wild Card Game               | Wild Card Game               | Wild Card Game               |    |               | Divisional Play-off       | Divisional Play-off                      | Divisional Play-off       |                                          |                                          | Conference Championship                  | Conference Championship | Conference Championship |  |  | Super Bowl XXXVII | Super Bowl XXXVII | Super Bowl XXXVII | Super Bowl XXXVII | Super Bowl XXXVII |
|                |                              |                              |                              |    |               |                           |                                          |                           |                                          |                                          |                                          |                         |                         |  |  |                   |                   |                   |                   |                   |
|                | 5 gennaio - Heinz Field      | 5 gennaio - Heinz Field      | 5 gennaio - Heinz Field      |    |               | 11 gennaio - The Coliseum | 11 gennaio - The Coliseum                | 11 gennaio - The Coliseum |                                          |                                          |                                          |                         |                         |  |  |                   |                   |                   |                   |                   |
|                | 5 gennaio - Heinz Field      | 5 gennaio - Heinz Field      | 5 gennaio - Heinz Field      |    |               | 11 gennaio - The Coliseum | 11 gennaio - The Coliseum                | 11 gennaio - The Coliseum |                                          |                                          |                                          |                         |                         |  |  |                   |                   |                   |                   |                   |
|                | 5 gennaio - Heinz Field      | 5 gennaio - Heinz Field      | 5 gennaio - Heinz Field      |    |               | 11 gennaio - The Coliseum | 11 gennaio - The Coliseum                | 11 gennaio - The Coliseum |                                          |                                          |                                          |                         |                         |  |  |                   |                   |                   |                   |                   |
|                | 5 gennaio - Heinz Field      | 5 gennaio - Heinz Field      | 5 gennaio - Heinz Field      |    |               | 11 gennaio - The Coliseum | 11 gennaio - The Coliseum                | 11 gennaio - The Coliseum |                                          |                                          |                                          |                         |                         |  |  |                   |                   |                   |                   |                   |
|                | 6                            | Cleveland                    | 33                           |    |               | 11 gennaio - The Coliseum | 11 gennaio - The Coliseum                | 11 gennaio - The Coliseum |                                          |                                          |                                          |                         |                         |  |  |                   |                   |                   |                   |                   |
|                | 6                            | Cleveland                    | 33                           | 3  | Pittsburgh    | 31                        |                                          |                           |                                          |                                          |                                          |                         |                         |  |  |                   |                   |                   |                   |                   |
|                | 3                            | Pittsburgh                   | 36                           | 3  | Pittsburgh    | 31                        |                                          |                           | 19 gennaio - Network Associates Coliseum | 19 gennaio - Network Associates Coliseum | 19 gennaio - Network Associates Coliseum |                         |                         |  |  |                   |                   |                   |                   |                   |
|                | 3                            | Pittsburgh                   | 36                           | 2  | Tennessee     | 34                        |                                          |                           | 19 gennaio - Network Associates Coliseum | 19 gennaio - Network Associates Coliseum | 19 gennaio - Network Associates Coliseum |                         |                         |  |  |                   |                   |                   |                   |                   |
|                |                              |                              |                              | 2  | Tennessee     | 34                        |                                          |                           | 19 gennaio - Network Associates Coliseum | 19 gennaio - Network Associates Coliseum | 19 gennaio - Network Associates Coliseum |                         |                         |  |  |                   |                   |                   |                   |                   |
|                |                              |                              |                              |    |               |                           |                                          |                           | 19 gennaio - Network Associates Coliseum | 19 gennaio - Network Associates Coliseum | 19 gennaio - Network Associates Coliseum |                         |                         |  |  |                   |                   |                   |                   |                   |
|                | 4 gennaio - Giants Stadium   | 4 gennaio - Giants Stadium   | 4 gennaio - Giants Stadium   | 2  | Tennessee     | 24                        |                                          |                           |                                          |                                          |                                          |                         |                         |  |  |                   |                   |                   |                   |                   |
|                | 4 gennaio - Giants Stadium   | 4 gennaio - Giants Stadium   | 4 gennaio - Giants Stadium   | 2  | Tennessee     | 24                        | 12 gennaio - Network Associates Coliseum |                           |                                          |                                          |                                          |                         |                         |  |  |                   |                   |                   |                   |                   |
|                | 4 gennaio - Giants Stadium   | 4 gennaio - Giants Stadium   | 4 gennaio - Giants Stadium   |    | 1             | Oakland                   | 41                                       |                           |                                          |                                          |                                          |                         |                         |  |  |                   |                   |                   |                   |                   |
|                | 4 gennaio - Giants Stadium   | 4 gennaio - Giants Stadium   | 4 gennaio - Giants Stadium   |    | 1             | Oakland                   | 41                                       |                           |                                          |                                          |                                          |                         |                         |  |  |                   |                   |                   |                   |                   |
|                | 5                            | Indianapolis                 | 0                            |    |               |                           |                                          |                           |                                          |                                          |                                          |                         |                         |  |  |                   |                   |                   |                   |                   |
|                | 5                            | Indianapolis                 | 0                            | 4  | N.Y. Jets     | 10                        |                                          |                           |                                          |                                          |                                          |                         |                         |  |  |                   |                   |                   |                   |                   |
|                | 4                            | N.Y. Jets                    | 41                           | 4  | N.Y. Jets     | 10                        |                                          |                           | 26 gennaio - Qualcomm Stadium            | 26 gennaio - Qualcomm Stadium            | 26 gennaio - Qualcomm Stadium            |                         |                         |  |  |                   |                   |                   |                   |                   |
|                | 4                            | N.Y. Jets                    | 41                           | 1  | Oakland       | 30                        |                                          |                           | 26 gennaio - Qualcomm Stadium            | 26 gennaio - Qualcomm Stadium            | 26 gennaio - Qualcomm Stadium            |                         |                         |  |  |                   |                   |                   |                   |                   |
|                |                              |                              |                              | 1  | Oakland       | 30                        |                                          |                           |                                          | 26 gennaio - Qualcomm Stadium            | 26 gennaio - Qualcomm Stadium            |                         |                         |  |  |                   |                   |                   |                   |                   |
|                |                              |                              |                              |    |               |                           |                                          |                           |                                          | 26 gennaio - Qualcomm Stadium            | 26 gennaio - Qualcomm Stadium            |                         |                         |  |  |                   |                   |                   |                   |                   |
|                | 5 gennaio - Candlestick Park | 5 gennaio - Candlestick Park | 5 gennaio - Candlestick Park | A1 | Oakland       | 21                        |                                          |                           |                                          |                                          |                                          |                         |                         |  |  |                   |                   |                   |                   |                   |
|                | 5 gennaio - Candlestick Park | 5 gennaio - Candlestick Park | 5 gennaio - Candlestick Park | A1 | Oakland       | 21                        | 12 gennaio - Raymond James Stadium       |                           |                                          |                                          |                                          |                         |                         |  |  |                   |                   |                   |                   |                   |
|                | 5 gennaio - Candlestick Park | 5 gennaio - Candlestick Park | 5 gennaio - Candlestick Park |    | N2            | Tampa Bay                 | 48                                       |                           |                                          |                                          |                                          |                         |                         |  |  |                   |                   |                   |                   |                   |
|                | 5 gennaio - Candlestick Park | 5 gennaio - Candlestick Park | 5 gennaio - Candlestick Park |    | N2            | Tampa Bay                 | 48                                       |                           |                                          |                                          |                                          |                         |                         |  |  |                   |                   |                   |                   |                   |
|                | 5                            | N.Y. Giants                  | 38                           |    |               |                           |                                          |                           |                                          |                                          |                                          |                         |                         |  |  |                   |                   |                   |                   |                   |
|                | 5                            | N.Y. Giants                  | 38                           | 4  | San Francisco | 6                         |                                          |                           |                                          |                                          |                                          |                         |                         |  |  |                   |                   |                   |                   |                   |
|                | 4                            | San Francisco                | 39                           | 4  | San Francisco | 6                         |                                          |                           | 19 gennaio - Veterans Stadium            | 19 gennaio - Veterans Stadium            | 19 gennaio - Veterans Stadium            |                         |                         |  |  |                   |                   |                   |                   |                   |
|                | 4                            | San Francisco                | 39                           | 2  | Tampa Bay     | 31                        |                                          |                           | 19 gennaio - Veterans Stadium            | 19 gennaio - Veterans Stadium            | 19 gennaio - Veterans Stadium            |                         |                         |  |  |                   |                   |                   |                   |                   |
|                |                              |                              |                              | 2  | Tampa Bay     | 31                        |                                          |                           | 19 gennaio - Veterans Stadium            | 19 gennaio - Veterans Stadium            | 19 gennaio - Veterans Stadium            |                         |                         |  |  |                   |                   |                   |                   |                   |
|                |                              |                              |                              |    |               |                           |                                          |                           | 19 gennaio - Veterans Stadium            | 19 gennaio - Veterans Stadium            | 19 gennaio - Veterans Stadium            |                         |                         |  |  |                   |                   |                   |                   |                   |
|                | 4 gennaio - Lambeau Field    | 4 gennaio - Lambeau Field    | 4 gennaio - Lambeau Field    | 2  | Tampa Bay     | 27                        |                                          |                           |                                          |                                          |                                          |                         |                         |  |  |                   |                   |                   |                   |                   |
|                | 4 gennaio - Lambeau Field    | 4 gennaio - Lambeau Field    | 4 gennaio - Lambeau Field    | 2  | Tampa Bay     | 27                        | 11 gennaio - Veterans Stadium            |                           |                                          |                                          |                                          |                         |                         |  |  |                   |                   |                   |                   |                   |
|                | 4 gennaio - Lambeau Field    | 4 gennaio - Lambeau Field    | 4 gennaio - Lambeau Field    |    | 1             | Philadelphia              | 10                                       |                           |                                          |                                          |                                          |                         |                         |  |  |                   |                   |                   |                   |                   |
|                | 4 gennaio - Lambeau Field    | 4 gennaio - Lambeau Field    | 4 gennaio - Lambeau Field    |    | 1             | Philadelphia              | 10                                       |                           |                                          |                                          |                                          |                         |                         |  |  |                   |                   |                   |                   |                   |
|                | 6                            | Atlanta                      | 27                           |    |               |                           |                                          |                           |                                          |                                          |                                          |                         |                         |  |  |                   |                   |                   |                   |                   |
|                | 6                            | Atlanta                      | 27                           | 6  | Atlanta       | 6                         |                                          |                           |                                          |                                          |                                          |                         |                         |  |  |                   |                   |                   |                   |                   |
|                | 3                            | Green Bay                    | 7                            | 6  | Atlanta       | 6                         |                                          |                           |                                          |                                          |                                          |                         |                         |  |  |                   |                   |                   |                   |                   |
|                | 3                            | Green Bay                    | 7                            | 1  | Philadelphia  | 20                        |                                          |                           |                                          |                                          |                                          |                         |                         |  |  |                   |                   |                   |                   |                   |

### Vincitore
| Vincitori del Super Bowl XXXVII Tampa Bay Buccaneers 1º titolo |

## Premi individuali
| MVP della NFL                 | Rich Gannon, Quarterback, Oakland        |
| Allenatore dell'anno          | Andy Reid, Philadelphia                  |
| Giocatore offensivo dell'anno | Priest Holmes, Running back, Kansas City |
| Difensore dell'anno           | Derrick Brooks, Linebacker, Tampa Bay    |
| Rookie offensivo dell'anno    | Clinton Portis, Running Back, Denver     |
| Rookie difensivo dell'anno    | Julius Peppers, Defensive End, Carolina  |
| Comeback Player of the Year   | Tommy Maddox, Quarterback, Pittsburgh    |